# Frans Swinkels
Frans Swinkels (Tegelen, 2 november 1931 – Tegelen, 3 mei 1994) was een Nederlands voetballer. Hij verdedigde als doelman vijftien seizoenen lang de kleuren van VVV.

## Carrière
Swinkels begon zijn voetbalcarrière als jeugdspeler bij VV Tegelen, het latere SC Irene. Toen het profvoetbal in 1954 zijn intrede deed in Nederland werd de voormalig jeugdinternational aangetrokken door Sportclub Venlo '54 dat kort nadien opging in VVV. Hij maakte deel uit van het Venlose elftal dat in 1959 de KNVB Bekerfinale won dankzij een 4-1 overwinning op ADO.
Swinkels behoorde, ondanks zijn relatief geringe lengte (1.75 meter), destijds samen met Piet Kraak, Frans de Munck en Eddy Pieters Graafland tot de betere keepers in de Eredivisie en verdedigde in 1960 eenmaal het doel van Nederland-B in een interland tegen Luxemburg. De Tegelenaar stond bekend als een keeper met meevoetballende kwaliteiten en werd vanwege een blessuregolf in het seizoen 1962/63 zelfs tweemaal als linksbuiten opgesteld: in de thuiswedstrijden tegen DWS op 23 mei 1963 (0-1) en tegen Eindhoven op 9 juni 1963 (2-1).
In het seizoen 1966/67 vestigde hij een record door tien wedstrijden op rij ongeslagen te blijven. Op 19 maart 1967 raakte de doelman dat record weer kwijt, toen hij in een uitwedstrijd bij AGOVV drie tegentreffers moest incasseren. Op 1 juni 1969 nam Swinkels op 37-jarige leeftijd afscheid van het betaalde voetbal in een thuiswedstrijd tegen Zwolsche Boys (0-3). Nadien was hij nog trainer in het amateurvoetbal bij onder andere Koningslust, RKVV Volharding, RFC Roermond, SC Irene en SV EMS. Swinkels overleed in 1994 op 62-jarige leeftijd.

### Profstatistieken
| Seizoen        | Club           | Competitie      | Competitie | Competitie | Beker | Beker | Overige | Overige | Totaal | Totaal |
| Seizoen        | Club           | Competitie      | Wed.       | Dlp.       | Wed.  | Dlp.  | Wed.    | Dlp.    | Wed.   | Dlp.   |
| -------------- | -------------- | --------------- | ---------- | ---------- | ----- | ----- | ------- | ------- | ------ | ------ |
| 1954           | SC Venlo '54   | NBVB            | 11         | 0          | —     | —     | —       | —       | 11     | 0      |
| 1954/55        | VVV            | Eerste klasse D | 24         | 0          | —     | —     | —       | —       | 24     | 0      |
| 1955/56        | VVV            | Hoofdklasse A   | 33         | 0          | —     | —     | —       | —       | 33     | 0      |
| 1956/57        | VVV            | Eredivisie      | 32         | 0          | 4     | 0     | —       | —       | 36     | 0      |
| 1957/58        | VVV            | Eredivisie      | 34         | 0          | 1     | 0     | —       | —       | 35     | 0      |
| 1958/59        | VVV            | Eredivisie      | 7          | 0          | 6     | 0     | —       | —       | 13     | 0      |
| 1959/60        | VVV            | Eredivisie      | 4          | 0          | —     | —     | —       | —       | 4      | 0      |
| 1960/61        | VVV            | Eredivisie      | 28         | 0          | 6     | 0     | —       | —       | 34     | 0      |
| 1961/62        | VVV            | Eredivisie      | 16         | 0          | 1     | 0     | 6       | 0       | 23     | 0      |
| 1962/63        | VVV            | Eerste divisie  | 18         | 0          | 1     | 0     | —       | —       | 19     | 0      |
| 1963/64        | VVV            | Eerste divisie  | 26         | 0          | 1     | 0     | —       | —       | 27     | 0      |
| 1964/65        | VVV            | Eerste divisie  | 28         | 0          | 2     | 0     | —       | —       | 30     | 0      |
| 1965/66        | VVV            | Eerste divisie  | 17         | 0          | 1     | 0     | —       | —       | 18     | 0      |
| 1966/67        | FC VVV         | Tweede divisie  | 42         | 0          | —     | —     | —       | —       | 42     | 0      |
| 1967/68        | FC VVV         | Eerste divisie  | 31         | 0          | 2     | 0     | 2       | 0       | 35     | 0      |
| 1968/69        | FC VVV         | Tweede divisie  | 18         | 0          | 0     | 0     | —       | —       | 18     | 0      |
| Carrièretotaal | Carrièretotaal | Carrièretotaal  | 369        | 0          | 25    | 0     | 8       | 0       | 402    | 0      |